# وی‌ان‌جی
وی‌ان‌جی (انگلیسی: VNG) شرکت توزیع گاز آلمانی است، که در سال ۱۹۹۰ تأسیس شد.